# 卡夫林省

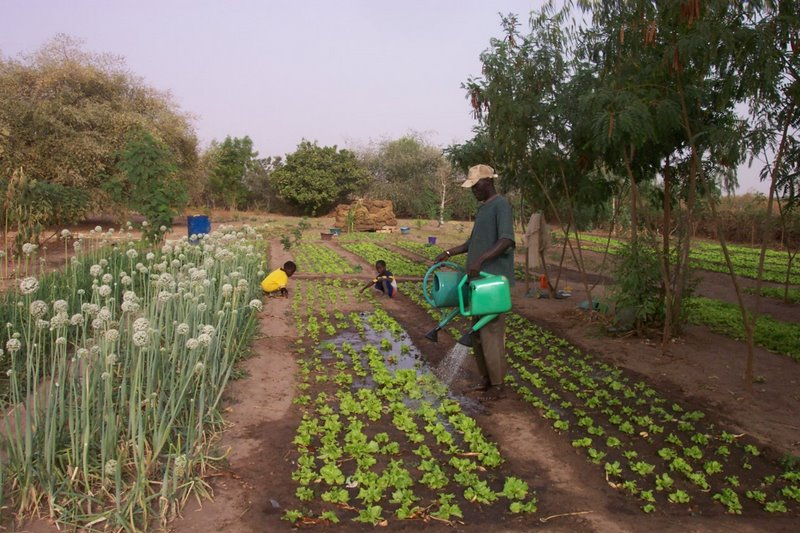

14°07′00″N 15°42′00″W / 14.11667°N 15.70000°W
卡夫林省（法語：Département de Kaffrine），是塞內加爾的省份，位於該國中部，由卡夫林區負責管轄，首府設於卡夫林，西面是比爾基朗省，面積11,102平方公里，2013年人口207,676，人口密度每平方公里19人。